# HoroHoro
Horokeu Usui (碓氷ホロケウ?), más conocido como HoroHoro (ホロホロ?), es personaje del manga y anime Shaman King. Es un shaman de la tribu ainu, proveniente del norte de Japón, de la isla de Hokkaidō.

## Descripción
Su posesión de objetos se manifiesta en forma de hielo, y para eso le ayuda un pequeño espíritu llamado Kororo, que pertenece a los Kuropokkuru, unos espíritus que viven en su aldea y con los cuales siempre han convivido en paz. La Hyōi gattai (Posesión de almas) de HoroHoro la logra introduciendo a Kororo en la banda característica que siempre lleva. Algunos de sus ataques son Mososo Kuruppe, Nipopo Punch, y Kau Kau Puri Wempe.
Siempre huye de su hermana menor Pirika ya que le hace entrenar de la misma forma que Anna hace entrenar a Yoh. HoroHoro pertenece al Team The Ren, junto con Ren Tao y Chocolove.

## Historia
Su pasado se revela únicamente en el manga, ya que la versión de anime de shaman king sufre un giro en la trama separándolo de la historia del manga, omitiendo o transformando arcos argumentales. HoroHoro es el hijo del jefe de su tribu. Desde pequeño, se le había enseñado sobre el equilibrio de la naturaleza, y sobre todo una regla que es la que le han resaltado más: "Él más fuerte es el que sobrevive". Esta lección la recuerda un par de veces en la historia. 
En el anime, y también en el inicio del manga, a los 14 años, HoroHoro viaja a Tokio para participar en el Torneo de Shamanes o Shaman Fight, que se realiza cada 500 años. Su más grande deseo es el de detener el crecimiento de las ciudades y ayudar a recuperar a la naturaleza, haciendo un enorme campo de plantas, una vez convertido en el Rey Shaman. En un principio, se hospedó en casa de Yoh, pero a los pocos días Pirika lo alcanza y lo saca a rastras de ahí. 
En un principio, HoroHoro llevaba a todos lados su Snowboard, y lograba la Oversoul (Posesión de Objetos) introduciendo a Kororo en ella. Cuando los shamanes estuvieron listos para partir rumbo a Norteamérica para iniciar la segunda etapa del Shaman Fight, sustituyó la snowboard por una pequeña tabla tallada en madera hecha por su hermana Pirika, con grabados característicos de los ainu, llamada Ikupasui.
En el capítulo 288 del manga se descubre la razón de su cambio de nombre y también parte de su pasado. El nombre de Horohoro se le fue dado por Damuko, una compañera de colegio. Damuko al igual que Horohoro era rechazada socialmente, debido a que su padre construía una presa en el pueblo, que de terminarse, hundiría toda la región a su alrededor. Así que a la larga se forma un lazo especial entre Damuko y Horohoro, no obstante esta relación de profunda amistad no dura mucho, pues su familia no aceptaba que se relacionará con una humana, refiriéndose a que al no ser shaman, jamás lograría contemplar la amplia concepción del mundo que los shamanes podían apreciar, y que como humana, terminaría como el resto, contribuyendo a su propia autodestrucción, Horohoro sucumbe a esa presión, por lo que no le habla a Damuko por medio año, hasta que finalmente ella le encara exigiendo respuestas. Horohoro huye ignorándola otra vez, pero no se enteró hasta luego de 2 meses, de que Damuko le había perseguido ese día, perdiéndose, y accidentándose en las montañas, murió de frío, su cuerpo fue encontrado cuando llegó la primavera y la nieve que la cubría se derritió. Desde ese día Horohoro abandona el nombre de Usui Horokeu y adopta el apodo que le dio la chica que amo y mató, nunca se perdonó así mismo.
Uno de los momentos más significativos en su historia es revelado durante la pelea contra Kalim, se descubre que Kororo era en realidad Damuko, quién se había convertido en una koropukkuru para poder volver a verlo, "pero solo revelaría su verdadera forma hasta que el hielo de su corazón fuera derretido".
Recientemente, un one shot (historieta de una tirada) sobre shaman king fue lanzado con el título "shaman King Zero", este contiene una serie de historias únicas que amplían la historia de los orígenes de algunos de los personajes principales, entre ellos Horohoro, en una de estas historias se habló de Horohoro mucho antes del shaman fight, antes de comprometerse a ser un verdadero sucesor de su familia de shamanes, de su sueño de ser un gran snouboring, su primera cita , la revelación de manera más clara sobre las razones por las que decidió escuchar a su familia y alejarse de Damuko y sobre todo el origen de su particular vestimenta la mayoría de la serie.
Para el final de la serie en manga y el inicio de "Shaman King Flowers", secuela de shaman King, se le puede ver como un adulto algo desalineado, se especula que soltero y de carácter relajado que se gana la vida haciendo ventas de productos fabricados a base de "marimos" (algas marinas de aspecto esponjoso completamente verdes y en forma de esfera), y aunque se le ha mostrado en esta secuela, no se sabe mucho de donde, o como vive o si kororo continúa a su lado, se espera tenga más apariciones a lo largo de shaman king flowers.

## Diferencias entre el Manga y el Anime
- En el manga, HoroHoro aparece en la primera batalla contra Yoh, y dista bastante de ser un muchacho alegre. En el anime, Conoce a Yoh después de que este y Manta le ayudaran al encontrarlo desmayado en la calle, luego pelea con Yoh. Además en el anime es un chico bastante divertido.

- Su origen sólo se sabe por una investigación de Manta, y nunca habla sobre su pasado, hasta hace poco en los recientes capítulos de la reedición del manga titulado KangZengBang. En el anime aparece en un cameo en el Capítulo, y en escena en el Capítulo 9 de la serie. Él mismo habla sobre sus raíces ainu.